# Goldfield
Goldfield är ett cigarettmärke som säljs, och produceras, av den tyska livsmedelskedjan Lidl (Lidl Stiftung & Co. KG). Cigaretterna finns i varianterna full flavor, fine flavor och menthol. Lidl har även cigarettmärkena Balance, Templeton och Claridge.